# Bond girl

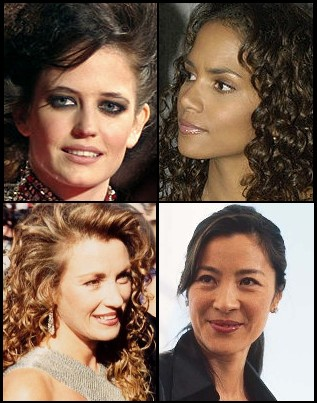
Bond girl:
Eva Greenová • Halle Berryová
Jane Seymourová • Michelle Yeohová

Bond girl (česky: Bondova dívka) je označení pro postavu nebo herečku, jejíž role je v intimním styku s agentem Jamesem Bondem ve filmu, románu či videohře. Jedná se vesměs o mladou atraktivní ženu, která může být Bondovým spojencem nebo i protivníkem, často také agentkou, a zpravidla mezi nimi dojde k milostným projevům. 
V příbězích se obvykle vyskytuje více „Bond girls“ různého typu, jedna (maximálně dvě) však bývá tou „hlavní“. Obsazení do této role je velmi prestižní a pro mnoho představitelek se jednalo o zásadní posun (případně vrchol) kariéry.
Pro jednotlivé Bond girls je typický jejich (až na výjimky) jednorázový výskyt. Stálé ženské postavy bondovských příběhů (M, Moneypenny) se za Bond girls nepokládají. Případné Bondovy ženské protivnice ve starším věku se za „Bond girls“ obvykle také nepovažují.

## Typologie
Bond girls lze rozdělit na tři základní typy:
- společnice (hlavní Bondovy pomocnice)
- osudové ženy (obvykle s postranními úmysly, často ve službách hlavního protivníka, kdy se pokoušejí Bonda svést a zneškodnit)
- obětní beránci (bývají zabity)

Kromě toho se často vyskytují i další méně významné ženské postavy, které mají s Bondem milostnou pletku.

## Zajímavosti
Ursula Andressová, první oficiální (hlavní) Bond girl, se stala také první, která si tuto roli zopakovala – podruhé však šlo o „neoficiální“ bondovku Casino Royale. První herečkou, která se jako Bond girl objevila dvakrát oficiálně, byla v malých rolích Martine Beswick a ve významných pak Maud Adamsová, a po ní Léa Seydoux, která jako první ztvárnila opakovaně i tutéž postavu (dr. Madeleine Swann).
Nejstarší herečkou obsazenou jako Bond girl se stala Monica Bellucciová, jíž bylo v té době přes 50 let.
Ze všech hlavních Bond girls jich největší podíl tvořily Francouzky.
Hlavní Bond girl v bondovce Dech života pocházela (ve filmu) z Československa, hrála ji ale britská herečka nizozemsko-gruzínského původu (Maryam d'Abo).
V zatím poslední bondovce Není čas zemřít (2021) se poprvé objevuje žena přímo v roli agenta 007 (souběžně s agentem Bondem „na odpočinku“), hraje ji 34letá Lashana Lynch. Nejde tedy v pravém smyslu o Bond girl, spíše o následnici jeho samého.

## Seznam filmových Bond girls
Tučně jsou vyznačeny hlavní Bond girls. U každého jména je vyznačena národnost (zvlášť u postavy a u herečky). U jména herečky také v závorce její tehdejší věk.

### Oficiální bondovky
| Film                                     | Bond girl                                                                    | Herečka | Představitel Jamese Bonda |
| ---------------------------------------- | ---------------------------------------------------------------------------- | --- | ------------------------- |
| Dr. No (1962)                            | Honey Ryder Sylvia Trench / Miss Taro                                        | Ursula Andressová (26) Eunice Gaysonová (34) Zena Marshallová (36)                                                           | Sean Connery              |
| Srdečné pozdravy z Ruska (1963)          | Taťána Romanovová Sylvia Trench Vida Zora                                    | Daniela Bianchi (21) Eunice Gaysonová (35) Aliza Gurová (23) Martine Beswicková (22)                                         | Sean Connery              |
| Goldfinger (1964)                        | Pussy Galore * Jill Masterson * Tilly Masterson Dink Bonita                  | Honor Blackmanová (39) Shirley Eatonová (27) Tania Malletová (23) Margaret Nolanová (21) Nadja Reginová (33)                 | Sean Connery              |
| Thunderball (1965)                       | Domino Derval Fiona Volpe Patricia Fearing Paula Caplan Mlle. La Porte       | Claudine Auger (24) Luciana Paluzzi (28) Molly Petersová (23) Martine Beswicková (24) Maryse Mitsouko (22)                   | Sean Connery              |
| Žiješ jenom dvakrát (1967)               | Aki Kissy Suzuki Ling Helga Brandt                                           | Akiko Wakabajaši (28) Mie Hama (24) Tsai Chin (34) Karin Dorová (29)                                                         | Sean Connery              |
| V tajné službě Jejího Veličenstva (1969) | / Teresa di Vicenzo Nancy Ruby Bartlett                                      | Diana Rigg (31) / Catherine Schell (25) Angela Scoularová (24)                                                               | George Lazenby            |
| Diamanty jsou věčné (1971)               | Tiffany Case Marie Plenty O'Toole Bambi Thumper                              | Jill St. John (31) Denise Perrierová (36) Lana Woodová (25) Lola Larsonová Trina Parksová (24)                               | Sean Connery              |
| Žít a nechat zemřít (1973)               | / Solitaire Rosie Carver Miss Caruso                                         | Jane Seymourová (22) Gloria Hendryová (24) Madeline Smithová (24)                                                            | Roger Moore               |
| Muž se zlatou zbraní (1974)              | Mary Goodnight * Andrea Anders                                               | Britt Ekland (32) Maud Adamsová (29)                                                                                         | Roger Moore               |
| Špion, který mě miloval (1977)           | Aňa Amasovová Harem Tent Girl Log Cabin Girl * Naomi * Felicca               | Barbara Bach (30) Dawn Rodrigues Sue Vannerová (26) Caroline Munro (28) / Olga Bisera (33)                                   | Roger Moore               |
| Moonraker (1979)                         | Holly Goodhead Corinne Dufour / Manuela Hostess Private Jet                  | Lois Chiles (32) Corinne Cléry (29) / Emily Boltonová (28) Leila Shenna                                                      | Roger Moore               |
| Jen pro tvé oči (1981)                   | / Melina Havelock Countess Lisl von Schlaf Bibi Dahl                         | Carole Bouquet (24) Cassandra Harrisová (33) Lynn-Holly Johnsonová (28)                                                      | Roger Moore               |
| Chobotnička (1983)                       | Octopussy * Magda Penelope Smallbone                                         | Maud Adamsová (38) Kristina Wayborn (33) Michaela Clavellová                                                                 | Roger Moore               |
| Vyhlídka na vraždu (1985)                | Stacey Sutton * Kimberley Jones * May Day Pola Ivanova * Jenny Flex * Pan Ho | Tanya Roberts (30) Mary Stävinová (28) Grace Jones (37) / Fiona Fullertonová (29) Alison Doodyová (19) Papillon Soo Soo (24) | Roger Moore               |
| Dech života (1987)                       | Kara Milovy Rosika Miklos Linda * Rubavitch                                  | Maryam d'Abo (27) Julie T. Wallaceová (26) Kell Tylerová Virginia Heyová (35)                                                | Timothy Dalton            |
| Povolení zabíjet (1989)                  | Pam Bouvier Lupe Lamora Della Churchill Loti                                 | Carey Lowellová (28) Talisa Soto (22) Priscilla Barnesová (35) Diana Leeová                                                  | Timothy Dalton            |
| Zlaté oko (1995)                         | Natalia Simonova Xenia Onatopp Caroline Irina                                | / Izabella Scorupco (25) Famke Janssenová (31) Serena Gordonová (32) Minnie Driver (25)                                      | Pierce Brosnan            |
| Zítřek nikdy neumírá (1997)              | Wai Lin Paris Carver / Inga Bergstrøm                                        | Michelle Yeohová (35) Teri Hatcherová (33) Cecilie Thomsenová (23)                                                           | Pierce Brosnan            |
| Jeden svět nestačí (1999)                | / Elektra King Dr. Christmas Jones Dr. Molly Warmflash Giulietta da Vinci    | Sophie Marceau (33) Denise Richardsová (28) Serena Thomasová (38) Maria Cucinotta (31)                                       | Pierce Brosnan            |
| Dnes neumírej (2002)                     | Giacinta "Jinx" Johnson Miranda Frost "Peaceful Fountains of Desire"         | Halle Berryová (36) Rosamund Pikeová (23) Rachel Grantová (25)                                                               | Pierce Brosnan            |
| Casino Royale (2006)                     | Vesper Lynd Solange Dimitrios * Valenka                                      | Eva Greenová (26) Caterina Murino (29) / Ivana Miličevićová (32)                                                             | Daniel Craig              |
| Quantum of Solace (2008)                 | / Camille Montes Strawberry Fields                                           | / Olga Kurylenko (29) Gemma Artertonová (22)                                                                                 | Daniel Craig              |
| Skyfall (2012)                           | Sévérine Bondova milenka                                                     | Bérénice Marloheová (33) Tonia Sotiropulu (25)                                                                               | Daniel Craig              |
| Spectre (2015)                           | Madeleine Swann Lucia Sciarra Estrella                                       | Léa Seydouxová (30) Monica Bellucciová (51) Stephanie Sigman                                                                 | Daniel Craig              |
| Není čas zemřít (2021)                   | Madeleine Swann Paloma                                                       | Léa Seydouxová (36) / Ana de Armas (33)                                                                                      | Daniel Craig              |

(*) – pravděpodobná národnost

### Neoficiální bondovky
EON Productions se prohlásila za oficiálního producenta filmové série Jamese Bonda a v letech 1962–2021 vytvořila 25 snímků (viz seznam výše). Ovšem bondovky také natočila jiná studia a produkce. Ty jsou ze strany EON Productions označovány za neoficiální, stejně jako Bond girls, které se v nich objevily.
| Film                          | Bond girl                                                                        | Herečka | Představitel Jamese Bonda |
| ----------------------------- | -------------------------------------------------------------------------------- | --- | ------------------------- |
| Casino Royale (TV film, 1954) | Valerie Mathis                                                                   | Linda Christian (31)                                                                                          | Barry Nelson              |
| Casino Royale (1967)          | Vesper Lynd Miss Goodthighs Agent Mimi/Lady Fiona McTarry The Detainer Buttercup | Ursula Andressová (31) Jacqueline Bissetová (23) Deborah Kerrová (46) Daliah Lavi (25) Angela Scoularová (22) | David Niven               |
| Nikdy neříkej nikdy (1983)    | Domino Petachi Fatima Blush Patricia Fearing Lady in Bahamas                     | Kim Basingerová (30) Bárbara Carrera (30–38) Prunella Geeová (33) Valerie Leonová (40)                        | Sean Connery              |

## Galerie Bond girls

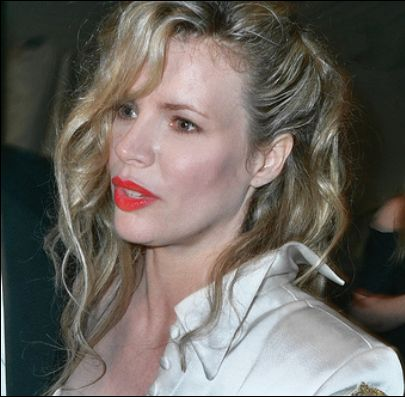
Kim Basingerová Domino Petachi, Nikdy neříkej nikdy
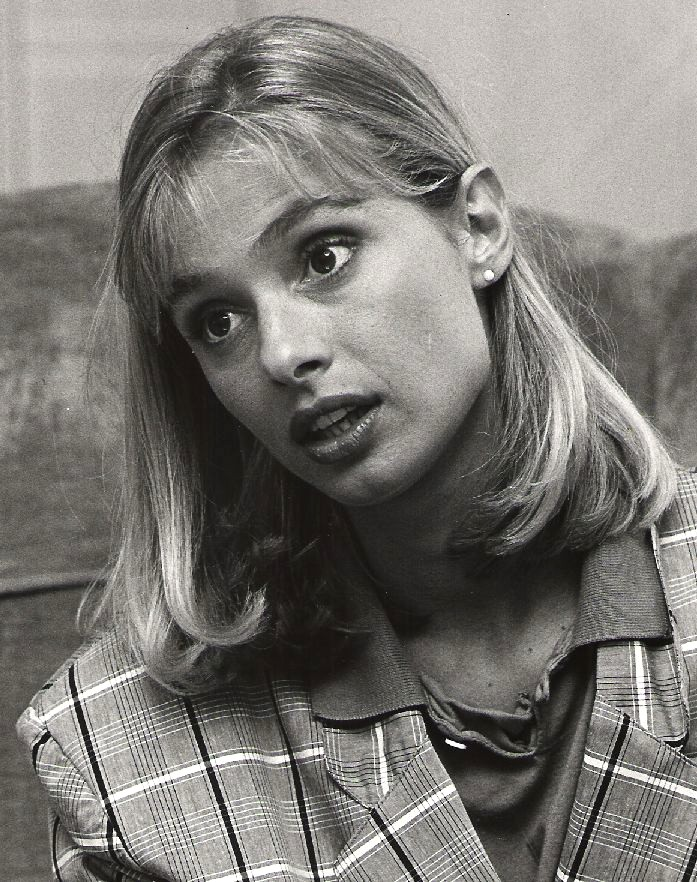
Maryam d'Abo Kara Milovy, Dech života
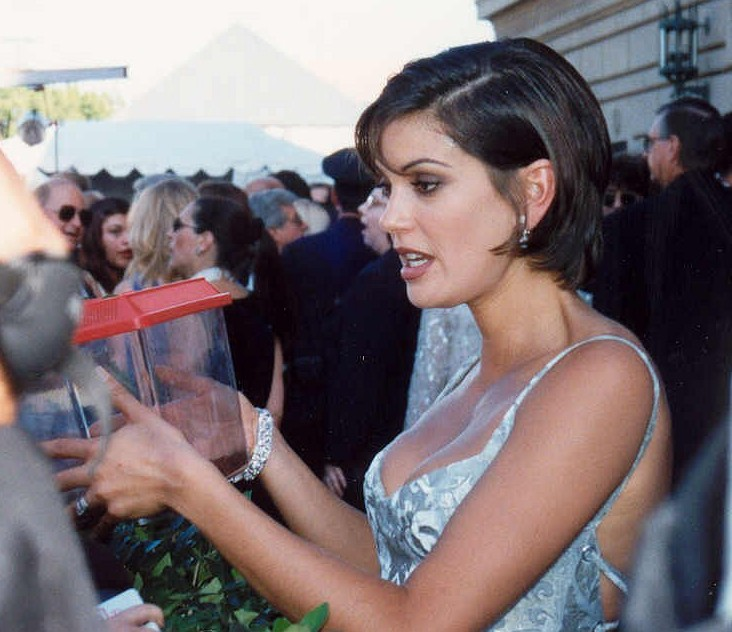
Teri Hatcherová Paris Carver, Zítřek nikdy neumírá